# Лясковиці (Поморське воєводство)
Лясковиці (пол. Laskowice) — село в Польщі, у гміні Прабути Квідзинського повіту Поморського воєводства.
Населення — 190 осіб (2011).
У 1975-1998 роках село належало до Ельблонзького воєводства.

## Демографія
Демографічна структура станом на 31 березня 2011 року:
|          | Загалом | Допрацездатний вік | Працездатний вік | Постпрацездатний вік |
| -------- | ------- | ------------------ | ---------------- | -------------------- |
| Чоловіки | 96      | 27                 | 65               | 4                    |
| Жінки    | 94      | 21                 | 55               | 18                   |
| Разом    | 190     | 48                 | 120              | 22                   |